# Ерхард Милх
Ерхард Милх (на немски: Erhard Milch) e немски военачалник и фелдмаршал от Втората световна война. Заместник на Херман Гьоринг, генерален инспектор на Луфтвафе. Военнопрестъпник, осъден от американския военен трибунал на доживотен затвор.

## Биография

### Детство и юношество
Роден е на 30 март 1892 г. в семейството на аптекарите Антон и Клара Милх. Баща му е евреин. По тази причина през 1910 г. му отказват да постъпи в Императорския военноморски флот. Успява обаче да постъпи като фанен-юнкер в артилерийски полк и през 1911 г. му е присвоено звание лейтенант.

### Първа световна война (1914 – 1918)
През Първата световна война служи първо в артилерията, а от юли 1915 г. – в авиацията. През август 1918 г. е произведен в звание капитан, а към края на войната вече изпълнява длъжността командир на 6-и авиаполк. Награден е с Железни кръстове 2-ра и 1-ва степени. Уволнен е от въоръжените сили през януари 1920 г.

### Между военен период
От 1921 г. работи в авиационната компания ”Юнкерс” и през 1928 г. става главен изпълнителен директор на Луфтханза. От края на 1920-те е тясно свързан с нацисткото движение и оказва услуги на видни нацисти: подарява на Хитлер самолет, а на Херман Гьоринг привежда всеки месец по 1000 марки от фондовете на компанията.
През 1933 г., след идването на власт на нацистите, става имперски секретар по авиацията. До март 1935 г. Германия не афишира възраждането на своите ВВС, защото според Версайския мирен договор от 1919 г. тя не трябва да има такива. Звания обаче вече се присвояват и Милх от 1933 г. за 5 години изминава пътя от полковник (оберст) до генерал-полковник.

### Втора световна война (1939 – 1945)
С подкрепата на Гьоринг „расовата непълноценност“ на Милх е прикрита: били обявени резултатите от инициираното от него „специално разследване“, според които Ерхард Милх бил плод на извънбрачната връзка на майка си с ариец— барон Херман фон Бир. Милх бързо усвоява ролята на син на арийски барон. Бързата му кариера в Третия Райх убедително показва отношението на Хитлер и върхушката на нацистка Германия към „чистотата на кръвта“, когато не става въпрос за пропаганда, а за лични взаимоотношения. Единственият човек от ръководителите на НСДАП, който ненавижда Милх заради еврейския му произход е „щатния антисемит“ на партията Юлиус Щрайхер. Той приема назначението на Милх за заместник на Гьоринг за лично оскърбление. Гьоринг обаче се застъпва за Милх и през 1940 г. успява да отстрани Щрайхер от всички партийни постове.

#### СССР
На 15 ноември 1941 г. в Берлин се застрелва началникът на Техническото управление на Министерството на авиацията Ернст Удет. Той отговаря за програмата за превъоръжаването на Луфтвафе, но на практика напълно я проваля. По тази причина се пропива и към момента на самоубийството е пълен алкохолик. Заелият мястото му Милх се проявява като талантлив организатор, анулира старите неудачни проекти и залага на старите, но проверени Messerschmitt Bf 110, Месершмит 109, Ju 88 и He 111. Той съумява значително да повиши производствените показатели и през 1944 г. производството само на едномоторни изтребители в Германия, достига невероятният брой 23805 самолета (в СССР през същата година те са 16703). В много отношения благодарение на него Луфтвафе остава страшен противник във въздуха до края на войната.
Фактически Милх е най-дейния човек в Луфтвафе през цялата война, но опитите му да измести Гьоринг се провалят дори след провала на снабдяването по въздуха на 6-а армия на Паулус, обкръжена при Сталинград в края на 1942 г. Хитлер категорично отказва да смени Гьоринг. Причината за това приятелски обяснява на Милх Роберт Лай: „Разбери, няма да катурнеш Гьоринг. Макар да е пълен въздух, той блести като медно канче. А ти, приятел, извинявай, но не си фигура за фасада“.
Въпреки големия си принос за развитието на Луфтвафе, той допуска глобална стратегическа грешка, като не оценява своевременно перспективите пред реактивната авиация. Когато през април 1941 г. извършва първия си полет първия в света реактивен изтребител, Удет заявява, че машината ще предизвика революция в авиацията и незабавно трябва да бъде пусната в серийно производство. Милх обаче му припомня досегашните му неуспешни „революционни“ проекти и отказва да се занимава с машината. По тази причина серийно производство на реактивни самолети започва едва през 1944 г., когато е безвъзвратно късно. Милх публично признава, че не е бил прав, но без полза. С неуспех завършва и производството на самолети-снаряди (крилати ракети според съвременната терминология) Fi-103, по-известни като Фау-1. Изготвени са 11300 такива ракети, повечето от които са свалени от британската авиация и не достигат до Лондон – основната цел на бомбардировките, а достигналите града не нанасят значителни щети. Хиляди тонове свръхдефицитен по време на войната метал били хвърлени на вятъра.
След тези два провала и десанта на съюзниците в Нормандия, при който немската авиация не е особено ефективна, Милх изпада в немилост пред Хитлер и на 21 юни 1944 г. е принуден да подаде оставка.
На 4 май 1945 г. е арестуван от англичаните в замъка Зихерхаген на брега на Балтийско море.

### След войната
По време на Нюрнбергския процес е държан в лагера Дахау, явява се като свидетел на процеса и е един от най-убедените защитници на Гьоринг. През 1947 г. в един от последвалите Нюрнбергски процеси, при който е единствен обвиняем за участие в депортирането на чуждестранни работници е осъден на доживотен затвор. През 1951 г. присъдата му е намалена на 15 години, а през 1955 г. е освободен. Оттогава не се занимава с политическа или военна дейност и работи като промишлен консултант.
Малко преди смъртта му връщат маршалския жезъл, отнет му при ареста. Ерхард Милх умира в немския град Вупертал на 80-годишна възраст.